# Åbovägen
Åbovägen, väg i huvudstadsregionen genom Helsingfors och Esbo, Regionalväg 110. Tidigare huvudväg från Helsingfors mot Åbo ända fram tills att Åboleden byggdes på 1960-talet. Vägen som till största delen är en dubbelfilig landsväg färdigställdes på 1930-talet.